# Shahrina Ramphaul
Shahrina Ramphaul (sinh ngày 15 tháng 1 năm 1978) là một nữ diễn viên bán thời gian, nhà từ thiện, người ủng hộ quyền của phụ nữ và doanh nhân người Nam Phi.

## Tuổi thơ
Shahrina sinh ra ở Chatsworth, một vùng ngoại ô nhỏ ở phía đông nam Durban ở Nam Phi chủ yếu là nơi sinh sống của người Nam Phi có nguồn gốc Ấn Độ. Cô sinh ra có mẹ là người Hồi giáo và cha là người theo đạo Hindu và lớn lên trong một gia đình giàu có trải khắp đại lộ Erica ở Chatsworth. Cô đã hoàn thành Matric của mình từ trường trung học Kharwastan vào năm 1996 và sau đó hoàn thành bằng tốt nghiệp ngành thẩm mỹ và trichology từ trường cao đẳng kỹ thuật Cato Manor vào năm 1998. Cô chuyển đến Johannesburg cùng năm để có cơ hội nghề nghiệp tốt hơn
Cô học Bharata Natyam tại Sastri College (Durban) và tại Học viện khiêu vũ Anisha Singh trong 6 năm (1990 - 1995). Cô học người mẫu trong 7 năm và tốt nghiệp Cơ quan người mẫu Ashika Dùi (Durban) năm 1997. Năm 1996, Shahrina được trao tặng học bổng khiêu vũ để đi du lịch cùng với Bombay Bombay Beats, đến Vương quốc Anh, Canada và Hoa Kỳ. Cô đã biểu diễn cùng các ngôi sao quốc tế Anu Malik, Adnan Sami, Alka Yagnik và Debocation Das Gupta. Cô cũng được trao vương miện Công chúa đầu tiên Hoa hậu Ấn Độ Nam Phi năm 1997.

## Sự nghiệp

### Broken Promises - The Series
Shahrina có được bước ngoặt lớn đầu tiên vào năm 2008 khi cô được Kumaran N.9 chọn cho bộ phim truyền hình Broken Promises - The Series được sản xuất cho kênh trả tiền của M-Net, Africa Magic Plus. Shahrina thể hiện nhân vật của Krystal Naicker, một nhà tư vấn thời trang đang cố gắng giành lại bạn trai cũ Deena của mình thông qua các biện pháp công bằng và không công bằng. Bộ truyện cũng như nhân vật của Shahrina đã đạt được sự sùng bái trong cộng đồng người Nam Phi Ấn Độ với hành vi "nhảy mũi" của cô đã giành được nhiều người hâm mộ. Tuy nhiên, phần sau của loạt phim đã bị sa lầy với các tranh chấp hợp đồng vì một số diễn viên bao gồm Shahrina không được trả tiền đúng hạn. Điều này đã khiến cô rời khỏi bộ truyện và nhân vật của cô đã bị loại bỏ trong tập 19 của bộ truyện.